# Bathynoe cascadiensis
Bathynoe cascadiensis är en ringmaskart som beskrevs av Ruff 1991. Bathynoe cascadiensis ingår i släktet Bathynoe och familjen Polynoidae. Inga underarter finns listade i Catalogue of Life.